# Unsere Liebe Frau auf dem Berge Karmel

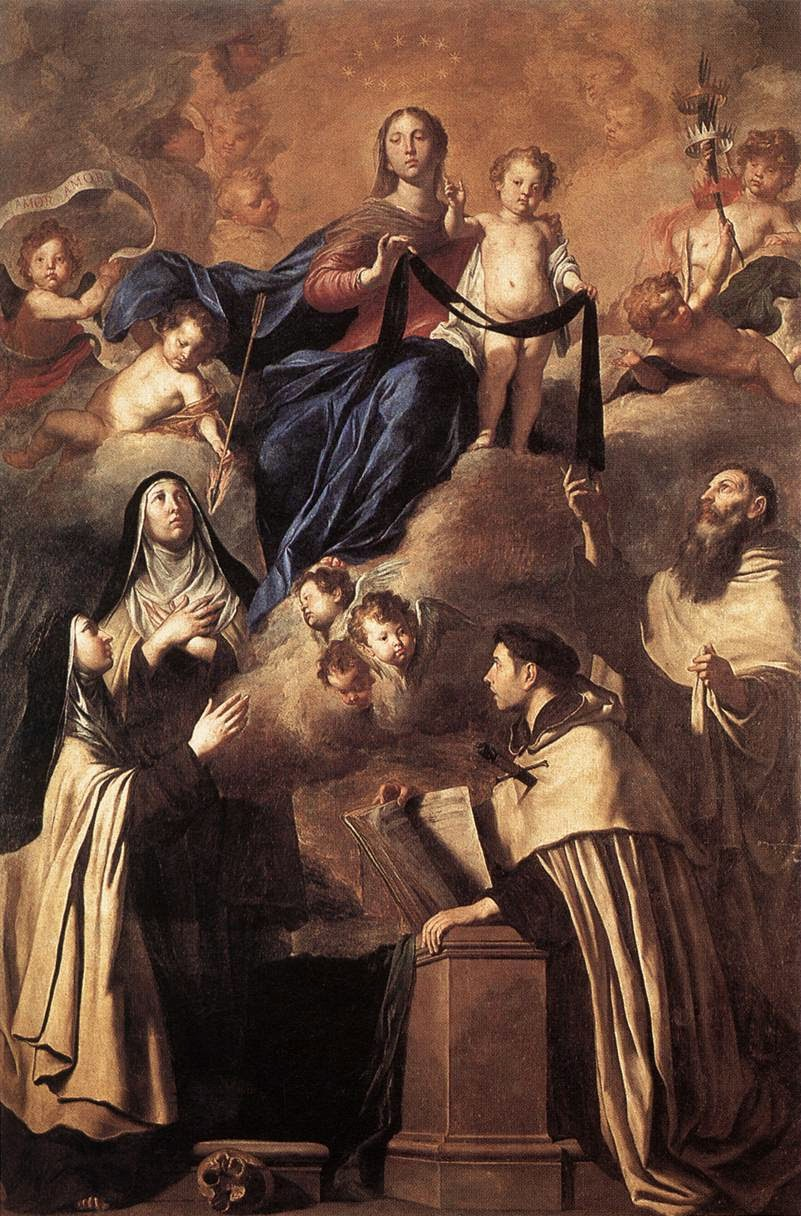
Unsere Liebe Frau auf dem Berge Karmel, Ölgemälde von Pietro Novelli, 1641

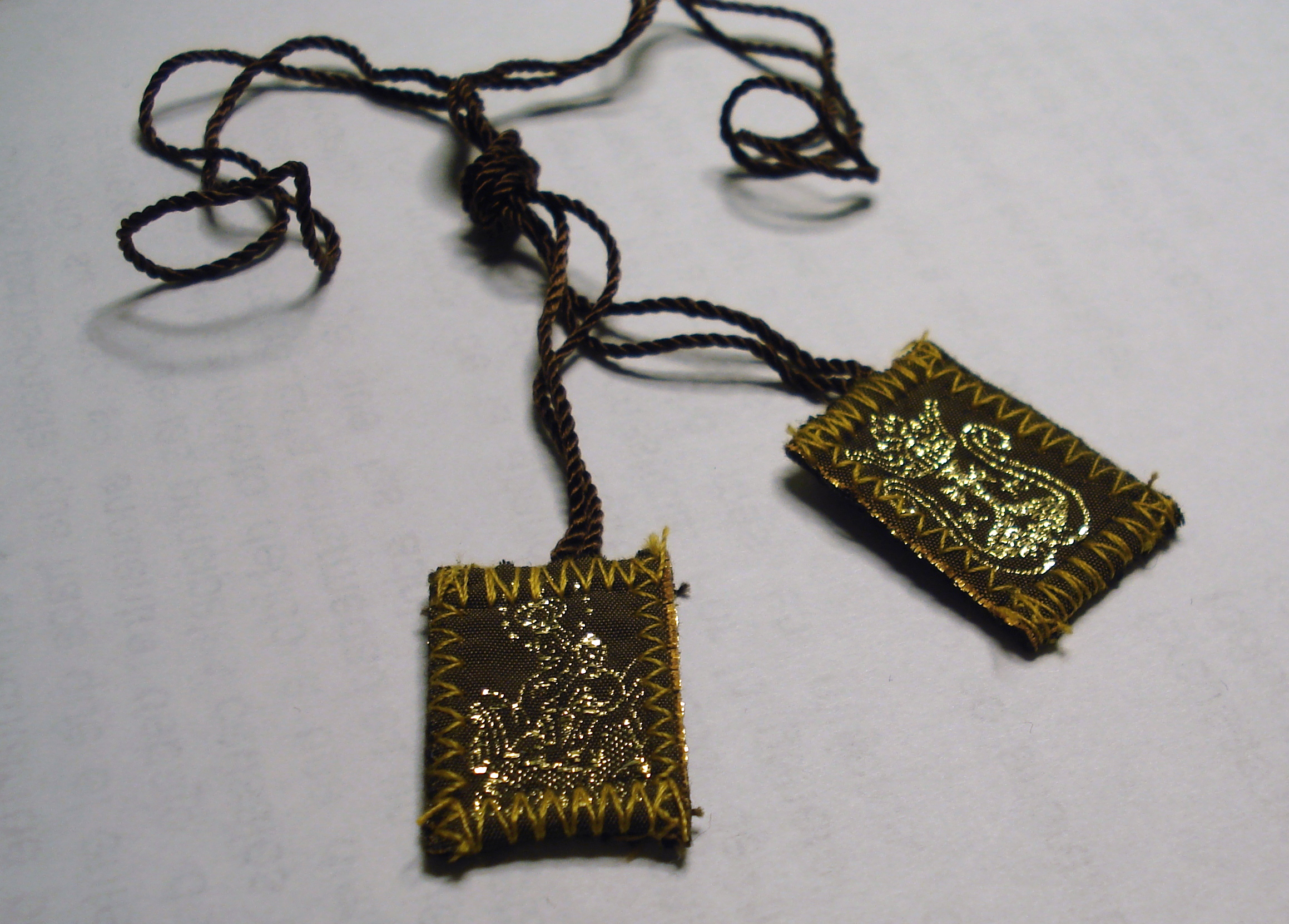
Kleines Skapulier Unserer Lieben Frau vom Berge Karmel, auch braunes Skapulier genannt

Unsere Liebe Frau auf dem Berge Karmel (auch vom Berge Karmel) ist ein Ehrentitel der Gottesmutter als Schutzpatronin des Ordens der Karmeliten. Die ersten Karmeliten lebten als Einsiedler auf dem Karmel im Heiligen Land. Die von ihnen errichtete Kapelle war der Gottesmutter geweiht. Das del Monte Carmelo des Titels wurde auch zu del Camino verschliffen, und dann zu del Carmen.

## Gedenktag und Skapulierfest
Der Gedenktag des Marienfestes Unserer Lieben Frau auf dem Berge Karmel am 16. Juli ist erstmals 1386 in englischen Karmelitenklöstern als Eigenfest des Ordens am 17. Juli bezeugt. 1595 wurde die Feier dieses Gedenktags von der vatikanischen Ritenkongregation auch außerhalb des Ordens ermöglicht, 1726 wurde er von Papst Benedikt XIII. für die ganze römisch-katholische Kirche eingeführt.
Im Volksmund wird dieser Gedenktag auch Skapulierfest genannt. Diese Bezeichnung leitet sich vom Skapulier ab, einem Bestandteil des Ordenshabits. Besondere Bedeutung bekam das Fest durch die Verbindung mit dem braunen Skapulier. Dieses Sakramentale geht auf eine Vision des hl. Simon Stock zurück, einem Generaloberen der Karmeliten, dem die Gottesmutter Maria erschienen sein soll. In der Vision trug sie ein Skapulier in der Hand und gab dem hl. Simon Stock das Versprechen, dass jeder, der es trage, unter ihrem besonderen Schutz stehe. Auch Angehörige anderer Orden und schließlich Laien baten dann, ein solches Skapulier tragen zu dürfen.

## Verehrung

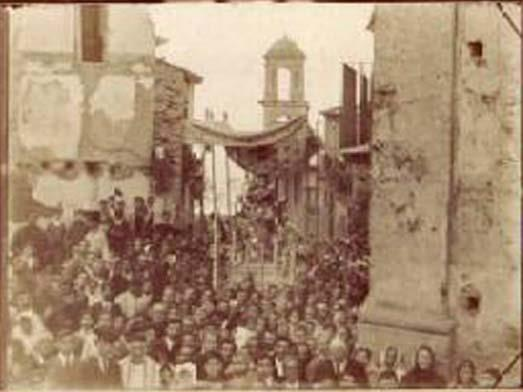
Prozession in Palmi im Jahre 1894

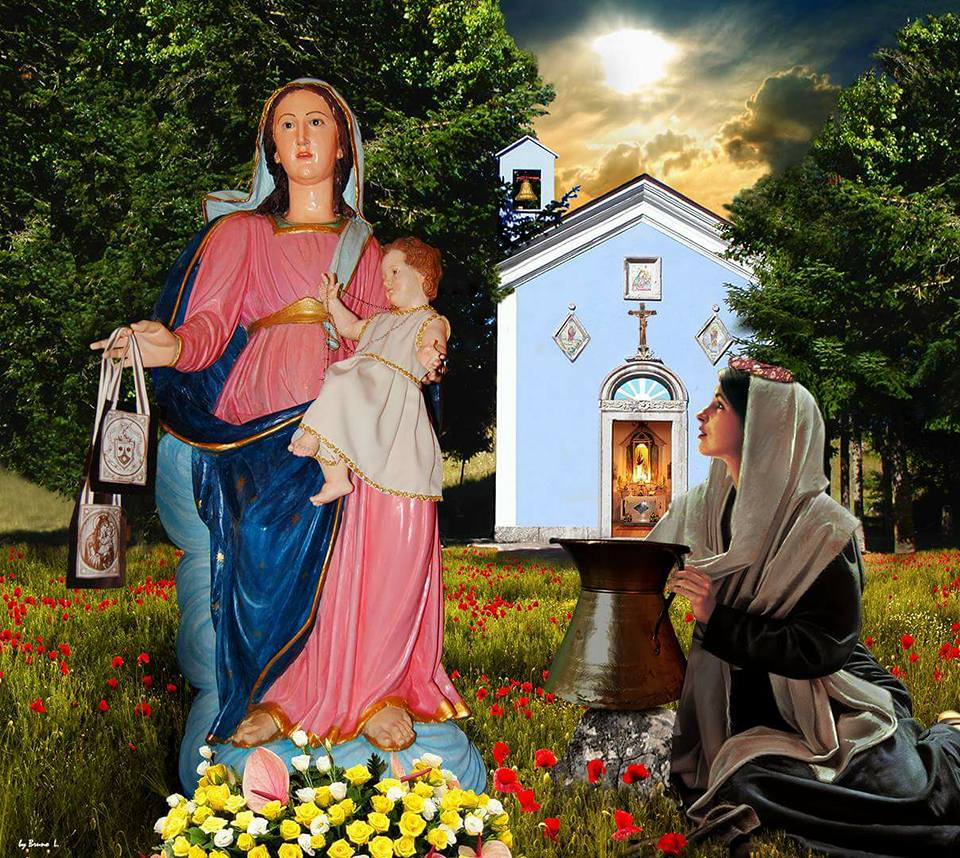
Statue Unserer Lieben Frau vor dem Heiligtum ihrer Erscheinung im italienischen Acquafondata am 16. Juli 1841

In Palmi (Kalabrien) wird am 16. November jeden Jahres das Gedächtnis des Wunders Unserer Lieben Frau vom Berge Karmel gefeiert, das sich dort zwischen dem 31. Oktober 1894 und dem 16. November 1894 ereignete. Während dieser siebzehn Tage sollen sich die Augen der Statue Unserer Lieben Frau bewegt und ihre Gesichtsfarbe mehrmals verändert haben. Als die Gläubigen am Abend des 16. November die Statue in einer Prozession mit sich führten, ereignete sich ein starkes Erdbeben, bei dem die meisten Häuser zerstört wurden, aber wegen der großen Beteiligung an der Prozession von 15.000 Einwohnern nur neun den Tod fanden. Das Wunder wurde von der katholischen Kirche anerkannt, und bei der Prozession des Jahres 1896 wurde die Statue Unserer Lieben Frau auf Veranlassung des Heiligen Stuhles gekrönt.